# Capea
Une capea est, théoriquement, la lidia de becerros ou de novillos pour les aficionados ou les toreros débutants, sans picadors, ni mise à mort. Elle était autrefois très prisée lors des fêtes patronales de village. Elle l'est encore dans certains pays d'Amérique latine comme la Colombie où elle prend le nom de Correlajas

## Historique

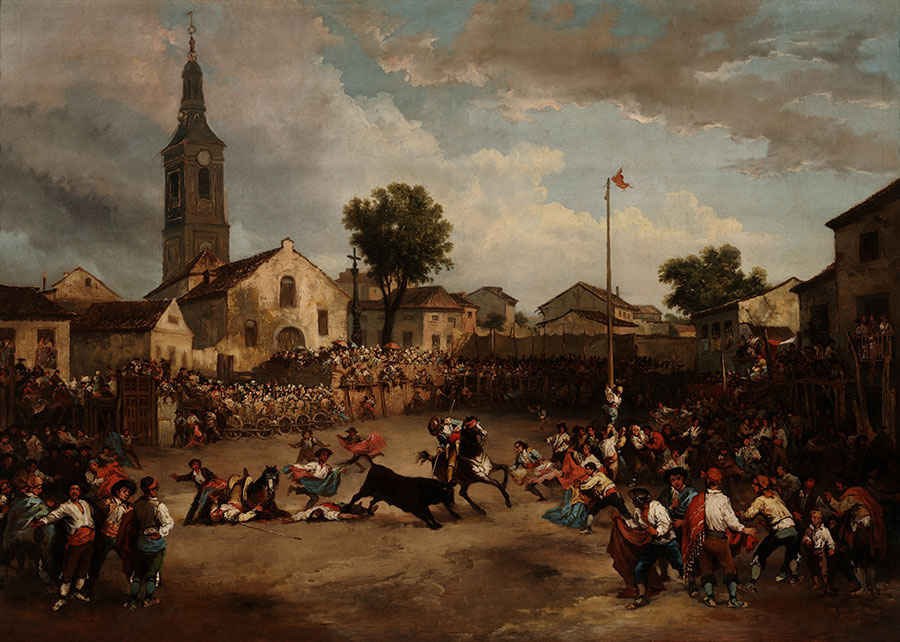
Capea intitulée Gran corrida de toros y cucaña de Eugenio Lucas Velázquez, 1860

Les capeas se déroulaient sur les places des villages où l'on construisait des barricades de protection (souvent peu efficaces...) et où l'on faisait sortir plusieurs bêtes à la fois, vaches et taureaux. Ces animaux sans caste étaient le plus souvent dangereux. Comme ils revenaient plusieurs fois, ils avaient appris à tuer et non plus à charger, causant ainsi de nombreux morts parmi les aficionados mais aussi dans la foule, ce qui explique l'interdiction des capeas dès le XVe siècle par la reine Isabelle la Catholique. Puis la reine les autorisa de nouveau en exigeant que les cornes des taureaux fussent emboulées.

## Déroulement
Le caractère économique de l'entreprise interdisait que l'on tue les taureaux, qui pouvaient ressortir autant de fois que l'on voulait et qui, ayant déjà été toréés, devenaient des « toros professionnels » qu'aucun amateur ne pouvait maîtriser sans y laisser sa vie ou sans se faire cruellement blesser.
Le gouvernement espagnol finit par interdire ce genre de « jeu » le 15 février 1908, mais l'interdiction ne fut pas respectée et le gouvernement espagnol dut la renouveler le 28 août 1931, à nouveau sans grand succès. Antonio Elorza écrivait en 1933 « Los toreros de capea non ganan dinero ; ganan cornadas y privacions ». (« Les toreros de capea ne gagnent pas d'argent ; ils gagnent des coups de corne et des privations. »)
Confirmée en 1962, l'interdiction des capeas de village n'avait toujours aucun effet en 1966, année où le gouverneur d'Aragon y mit un terme à la suite de la mort de « Frasquito », bien que les argonais aient toujours été friands de ce genre de spectacle. Il faudra quand même attendre les années 1970 pour que cette tradition prenne fin.
De nos jours, c'est en Colombie qu'elle connaît un véritable engouement sous le nom de correlajas, lors des fêtes patronales rurales. Extrêmement dangereuses, elles font beaucoup de blessés parmi les banderilleros qui opèrent en couple (homme et femme). Mais elles font partie des réjouissances incontournables au moment  des carnavals